# Jaderná elektrárna Səngəçal
Jaderná elektrárna Səngəçal (ázerbájdžánsky Səngəçal Atom Elektrik Stansiyası) byla plánovaná jaderná elektrárna v Ázerbájdžánu. Měla se nacházet poblíž vesnice Navahı, přibližně 80 kilometrů od Baku. Elektrárna měla disponovat čtyřmi sovětskými reaktory VVER-1000. Elektrárna měla zároveň sloužit k výrobě tepla. Identické reaktory provozuje i Temelín. Celkový hrubý výkon elektrárny by byl 3800 MW.

## Historie a technické informace

### Počátky
Plány na výstavbu jaderné elektrárny v Ázerbájdžánské SSR vznikly v 80. letech po havárii v Černobylu. Jako místo pro budoucí elektrárnu byla vybrána vesnice Navahı, přibližně 80 kilometrů od Baku, hlavního města Ázerbájdžánu. V letech 1986 a 1987 začala příprava lokality a výstavba pomocných budov a infrastruktura elektrárny, přivedena byla i železnice. Plánovalo se, že elektrárna bude disponovat čtyřmi typizovanými reaktory ze Sovětského svazu, VVER-1000/320, každý s hrubým výkonem 950 MW a čistým výkonem 900 MW a speciálně upraveným turbosoustrojím, které by umožnilo odklonit část tepelné energie pro vytápění.

### Ukončení projektu
Projekt však příliš nepokročil, jelikož již v roce 1988 se okolní obyvatelstvo začalo proti výstavbě elektrárny bouřit. Mohly za to především politické a sociální změny v tehdejším Sovětském svazu a havárie v Černobylu. Dalším významným problémem bylo, že staveniště se nacházelo v tektonicky aktivní oblasti, a proto by byla ve výsledku elektrárna velmi nebezpečná. V lednu 1989 byl projekt výstavby elektrárny zastaven s odůvodněním, že lokalita elektrárny nevyhovuje kvůli nevyřešitelným geologickým problémům.

## Informace o reaktorech
| Reaktor    | Typ reaktoru  | Výkon  | Výkon  | Zahájení výstavby                      | Připojení k síti                       | Uvedení do provozu                     | Uzavření |
| Reaktor    | Typ reaktoru  | Čistý  | Hrubý  | Zahájení výstavby                      | Připojení k síti                       | Uvedení do provozu                     | Uzavření |
| ---------- | ------------- | ------ | ------ | -------------------------------------- | -------------------------------------- | -------------------------------------- | -------- |
| Səngəçal-1 | VVER-1000/320 | 900 MW | 950 MW | Plány na výstavbu zrušeny v lednu 1989 | Plány na výstavbu zrušeny v lednu 1989 | Plány na výstavbu zrušeny v lednu 1989 |          |
| Səngəçal-2 | VVER-1000/320 | 900 MW | 950 MW | Plány na výstavbu zrušeny v lednu 1989 | Plány na výstavbu zrušeny v lednu 1989 | Plány na výstavbu zrušeny v lednu 1989 |          |
| Səngəçal-3 | VVER-1000/320 | 900 MW | 950 MW | Plány na výstavbu zrušeny v lednu 1989 | Plány na výstavbu zrušeny v lednu 1989 | Plány na výstavbu zrušeny v lednu 1989 |          |
| Səngəçal-4 | VVER-1000/320 | 900 MW | 950 MW | Plány na výstavbu zrušeny v lednu 1989 | Plány na výstavbu zrušeny v lednu 1989 | Plány na výstavbu zrušeny v lednu 1989 |          |